# Toyota FJ Cruiser
Toyota FJ Cruiser – samochód osobowy produkowany przez japońską firmę Toyota od roku 2006. Dostępny jako 5-drzwiowy SUV. Do napędu użyto silnika V6 o pojemności czterech litrów. Moc przenoszona jest na oś tylną (opcjonalnie AWD) poprzez 6-biegową manualną lub 5-biegową automatyczną skrzynię biegów.
Jesienią 2013 roku Toyota ogłosiła, że produkcja FJ Cruisera zakończy się w pierwszej połowie 2014 roku na terenie USA i EU. Z tej okazji przygotowano serię specjalną modelu o nazwie Ultimate Edition. Jej produkcja została ograniczona do 2,5 tys. egzemplarzy, po czym nastąpi całkowite zakończenie produkcji Toyoty FJ Cruiser.
FJ Cruiser był nadal oferowany w Arabii Saudyjskiej do grudnia 2022 roku. Ostatnie sztuki sprzedano jako wersja "Final Edition".

## Dane techniczne

### Silnik
- V6 4,0 l (3956 cm³), 4 zawory na cylinder, DOHC
- Układ zasilania: wtrysk
- Średnica cylindra × skok tłoka: 94,00 mm × 95,00 mm
- Stopień sprężania: 10,0:1
- Moc maksymalna: 243 KM (178 kW) przy 5200 obr./min
- Maksymalny moment obrotowy: 377 N•m przy 3700 obr./min

### Osiągi[3]
- Przyspieszenie 0-100 km/h: 7,3 s
- Przyspieszenie 0-160 km/h: 24,3 s
- Czas przejazdu pierwszych 400 m: 15,8 s
- Prędkość maksymalna: 170 km/h